# Musa Eroğlu
Musa Eroğlu (Mut, 1946) è un cantante e musicista turco.
Il suo genere musicale può essere associato alla tipica musica folk turca, la cosiddetta Türk Halk Müziği.
Nel corso della sua carriera ha pubblicato 21 album:
- 1977 - Yaralı Turnam, Özaydın
- 1978 - A Kuzum, Güney
- 1979 - Yaz Gelir, Şah
- 1987 - Seher Oldu, Bey
- 1988 - Yummayın Kirpiklerini, Aziz
- 1993 - Benim Dünyam
- 1994 - Bin Yıllık Yürüyüş 1, 2
- 1994 - Musa Eroğlu 94
- 1995 - Bir Yanardağ Fışkırması
- 1995 - Semahlarımız
- 1996 - Ömrüm Sana Doyamadım
- 1996 - Bağlama Resital 1,2 (Arif Sağ ile birlikte)
- 1997 - Kevser Irmağı
- 1998 - Musique Instrumentale D'Anatolie (Arif Sağ ile birlikte)
- 1995 - Yol Ver Dağlar
- 1996 - Halil ibrahim
- 2000 - Bir Nefes Anadolu
- 2001 - Kavimler Kapısı Anadolu
- 2003 - Sele Verdim
- 2004 - Sazımızla Sözümüzle 2 (Güler Duman ile birlikte)
- 2007 - Dedem Korkut